# 休斯半島
71°54′S 100°17′W / 71.900°S 100.283°W
休斯半島是南極洲的半島，位於瑟斯頓島北部，長33公里，該半島根據美國海軍在1946年12月拍攝的空中照片繪入地圖，現時由南極條約體系管理。